# Ilias
Ilias (Ἰλιάς, Ἰλιάδα, doslova „Ílijská“, ve smyslu „báseň o Íliu“) je starořecký hrdinský epos, jehož autorství je tradičně připisováno básníku Homérovi.
Byl napsán časoměrným daktylským hexametrem, má 24 zpěvů a téměř 16 tisíc veršů. Vznikl asi v polovině 8. století př. n. l. a zpracovává epizodu z okruhu pověstí o trójské válce. Epos Ilias časově předchází eposu Odysseia. Sepsat, resp. uspořádat jeho písemné verze nechal v 6. století př. n. l. athénský tyran Peisistratos, do té doby se oba eposy tradovaly ústně.

## Obsah

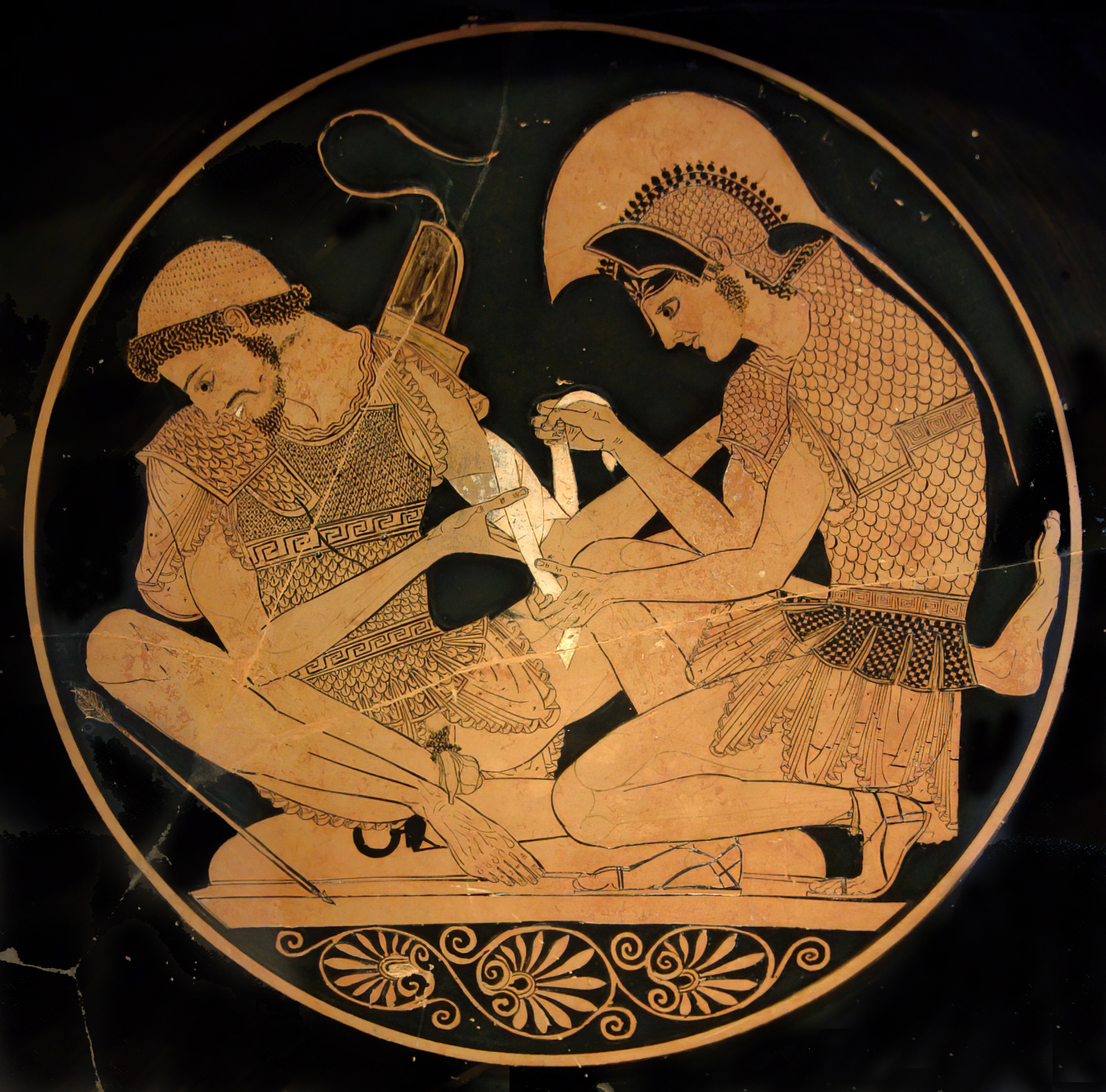
Pohár od Sosia zobrazující Achilla, jak obvazuje Patroklovu paži

Název Iliady pochází od města Tróje (též Ílion, Ílium; podle zakladatele města Íla, syna Tróova).
Epos přímo líčí pouze padesát jedna dní z desátého roku obléhání Tróje. Na počátku je hněv Achillea, který se kvůli sporům s Agamemnonem neúčastní bojů. Trójané proniknou do řeckého tábora, proto na sebe Patroklos oblékne jeho zlatou zbroj a vydává se za Achillea a pokusí se zahnat trójské vojáky zpět za hradby. Nechá se však příliš unést bojem, dostane se daleko od vlastní armády a je zabit Hektorem. Patroklova smrt rozlítí Achillea a s hněvem se vrací zpět do boje, utká se s Hektorem a zabije ho. Poté vláčí vozem jeho mrtvolu kolem hradeb 9 dní. Následně Zeus nařídí Achilleovi (prostřednictvím jeho matky Thetidy), aby mrtvolu vydal trójskému králi a Hektorovu otci Priamovi. Epos končí Hektorovým pohřbem.

## Obsah 24 zpěvů

### 1. zpěv (Mor; Spor Agamemnona s Achilleem)
Vůdce řeckých vojsk Agamemnón uráží kněze boha Apollóna Chrýse, když odmítá za výkupné vrátit Chrýseovnu, kterou drží Řekové jako válečnou zajatkyni. Většina řeckého vojska souhlasí s nabídkou, ale Agamemnón odmítá. Chrýsés žádá Apollóna o pomoc a ten sesílá na řecké oddíly mor. Nákaza zuří po devět dní, když Achilles svolá shromáždění, aby projednali, jak se vypořádat s pohromou. Věštec Kalchás odkrývá příčinu pohromy. Achilles vybízí Agamemnóna, aby vrátil zajatkyni. Agamemnón nakonec souhlasí, ale za způsobenou újmu si bere Achilleovu trójskou zajatkyni Bríseovnu. To Achillea rozzuří, a proto se ze vzdoru rozhodne, že on ani jeho bojovníci Myrmidoni se nebudou účastnit boje. Odysseus vrací Chrýseovnu jejímu otci a Apollón odnímá morovou ránu z řeckého tábora. Achilles se obrací na svou matku, mořskou nymfu Thetis, aby vymohla na Diovi válečné štěstí pro Trójany. To dělá proto, aby si Agamemnón uvědomil Achilleovu nepostradatelnost. Thetis to udělá a Zeus souhlasí.

### 2. zpěv (Příměří a boj; Klamný sen Agamemnona a katalog řeckých lodí)
Zeus posílá Agememnonovi klamný sen, který jej přesvědčí o jistém vítězství svých vojsk. Sdělí sen svým nejbližším, poté nechá svolat shromáždění řeckých vojsk, aby vyzkoušel jejich odhodlanost k boji. Pak oznámí, že upouští od obléhání Tróje a velí k odchodu domů.
Řečtí válečníci se chystají opustit bojiště po dlouhých devíti letech obléhání. Tomuto nakonec zabrání zásah Odyssea, ithackého krále, kterému se povede bojovníky odradit od takového záměru díky radě poskytnuté bohyní moudrosti Athény. Odysseus se oboří na vojáka Thersita, který se staví proti účasti na bojích vedených Agamemnonem. Schyluje se k dalšímu střetu řecké a trójské armády. Následuje výčet lodí obléhatelů pocházející z celého Řecka a okolí, po nichž následuje výčet trójských vojsk a jejich spojenců.

### 3. zpěv (Příměří a osobní souboj Parida s Meneláem)
Vojska se k sobě přibližují, ale předtím, než dojde k jejich srážce, tak Paridův bratr Hektor, velitel trójských vojsk, tvrdě kárá Parida, který Meneláovi unesl manželku Helenu a způsobil celou válku, aby ukončil táhnoucí se konflikt soubojem s Meneláem. Mezitím Helena stojí na hradbě a vypráví Priamovi, králi Tróje, o řeckých velitelích. Obě strany se dohodnou na příměří a rozhodujícím souboji zmíněných válečníků. Meneláos poráží Parida, ale před konečnou prohrou ho zachraňuje bohyně lásky Afrodíta, která jej odnáší na Helenino lůžko dříve, než se Meneláovi podaří Parida zabít.

### 4. zpěv (Porušení příměří)
Koná se sněm bohů na Olympu. Zeus přeje vítězství Meneláovi, aby došlo uzavření mírové dohody a město Trója bylo ušetřeno zkázy. Ale Héra si neústupně přeje vítězství Řeků, proto žádá Athénu, aby způsobila porušení mírových přísah na straně Trójanů. Athéna přiměje Pandara, aby zaútočil na Meneláa střelou z luku. To znamená obnovení války. Během vojenské přehlídky Agamemnón vyzývá nejdůležitější náčelníky – Idomenea, oba Ajáky, Nestora a Dioméda – k opětovnému tažení do boje.

### 5. zpěv (Diomédovy hrdinské skutky)
Rozpoutala se válečná vřava, Achájci (Řekové) se nechávají strhnout k dalšímu boji množstvím pobitých Trójanů. Nejvíce se v boji vyznamenává Diomédés, který jich poráží zdaleka nejvíc, zabíjí Pandara a zraňuje Aineia. Toho před smrtí zachraňuje jeho matka Afrodíta. Apollón Dioméda varuje, aby svou troufalostí neprobouzel hněv bohů. Apollón vyzývá bratra Area, aby se zapojil do boje na straně Trójanů. Řek Sarpédón řečmi rozzuří Hektora tak, že posbírá své oddíly a s Areem v zádech vytáhne do boje. Héra a Athéna se vyzbrojí a jdou do boje na pomoc Achájcům. Arés utrží zranění od Dioméda, který jako jediný mezi smrtelníky může vidět bohy. V závěru se bohové vrací na Olymp, aby svoje spory přednesli Diovi.

### 6. zpěv (Glaukos a Diomédés; Hektor a Andromaché)
Boje se vyostřují, dochází ke střetům nejlepších válečníků. Hektor se vrací vítězně z boje, hledá svoji manželku Andromachu. Řek Diomédés a Tróján Glaukos zkříží zbraně, ale poté se upomenou na pohostinství mezi svými předky, upustí od boje a vymění si dary nerovnou mírou. Hektor v Tróji nabádá svou matku Hekabé a lid k modlitbám a obětem Athéně za vítězství Trójanů. Hektor se setkává se svou manželkou Andromachou a loučí se s ní a se svým nejmladším synem Astyanaxem. Poté se vrací do boje.

### 7. zpěv (Osobní souboj Hektora a Ajáka)
Hektor vyzývá řecké vojevůdce k osobnímu souboji. Jeho sokem pro duel, který by měl rozhodnout o výsledku války, se stane Ajax. Soumrak ukončí zápas, takže se obě strany stahují. Řekové se shodnou na pohřbu padlých žehem, výkopu příkopu a výstavbě zdi, která má chránit jejich lodě a tábor. Mezi Trójany se rozhoří spor, zdali nemají vrátit Helenu Řekům. Paris místo toho navrhuje, že vrátí ukořistěný poklad a k tomu peníze jako náhradu za Helenu, ale jeho nabídku Trójané nepřijímají.

### 8. zpěv (Druhá bitva; Znepokojení Řeků)
Dalšího dne Zeus zakazuje bohům, aby jakkoliv zasahovali do probíhajících bojů. Trójané získávají navrch nad Řeky a zahání je ke zdi. Athéna a Héra nedodrží Diův zákaz a pokouší se Řekům pomoci, ale Zeus je okamžitě nutí k dodržování svého nařízení. Noc padá ještě dříve, než se Trójané dostanou k útoku na zeď, proto rozbijí tábory před řeckým ležením, aby jej mohli napadnout s rozbřeskem.

### 9. zpěv (Poslové navštěvují Achillea)
Řekové se dostávají do úzkých, Agamemnón připouští své pochybení a nechá vypravit k Achilleovi posly, k jejichž družině patří Odysseus, Ajax, Fenix. Nabízejí hrdinovi Bríseovnu a další dary výměnou za to, že se znovu zapojí do boje. Achilles a jeho přítel Patroklos přijímají posly přívětivě, ale Achilles nabídku od Agamemnona rozhořčeně odmítá. Do boje se vrátí jenom v tom případě, pokud by hrozilo, že Trójané napadnou jeho lodě s ohněm. Poslové se vrací k Agamemnonovi bez jakéhokoliv úspěchu.

### 10. zpěv (Noční dobrodružství Dioméda a Odyssea zvaná Doloneia)
Později téže noci se vydává Odysseus a Diomédés na noční přepad trójského ležení. Během tohoto úderu zabijí Trójana Dolóna, jenž byl vyslán na výzvědy, ale krátce na to je zajat a donucen k vyzrazení válečných tajemství. Oba hrdinové pobíjí náčelníky a působí zděšení u Thráčanů, kteří patří mezi spojence Trójanů. Do tábora se řečtí hrdinové vracejí s ukořistěnými koňmi.

### 11. zpěv (Třetí bitva; Agamemnonovy hrdinské skutky)
Hned z rána dojde na ostré střety. Zeus nařídí poselkyni bohů, Iris, aby se vydala za Hektorem, ujistila jej o podpoře z Olympu a vyzvala jej k útoku na Řeky. Agamemnon, Diomédés a Odysseus utrží zranění. Achilles posílá Patrokla na výzvědy, aby zjistil, jaké mají ztráty. Patroklos narazí na moudrého Nestora, který jej nabádá, aby Achillea přesvědčil k zapojení se do bojů. Patroklos ale jde na pomoc Eurypylovi do jeho stanu. Bojová nálada Achájců opět klesá.

### 12. zpěv (Bitva u řeckých hradeb)
Trójané napadají Řeky u samotného úpatí jejich opevnění. Hektor vede krvavou řež proti Řekům i přesto, že se ukázalo neblahé znamení. Trójané pod vedením Asia, Sarpedona a Glauca získávají velkou převahu nad Řeky, daří se jim pobořit řeckou bránu. V čele tohoto průlomu stojí Hektor, kterému přejí bohové. Dokonce pronikají za řecké opevnění.

### 13. zpěv (Pokračování čtvrté bitvy; Poseidón pomáhá Řekům; Ídomeneovy hrdinské skutky)
Ztráty rostou na obou stranách. Trójský věštec Polydamas naléhá na Hektora, aby zavelel k ústupu a varuje je před Achilleem. Hektor na to nedbá. Bůh moří Poseidón se zapojuje do bojů, probouzí v řeckých bojovnících Ídomeneovi a Merionovi válečné běsnění. Ti pobíjejí mnoho Trójanů, mezi nimiž padne i Asios a jeho vozataj Alkathoos. Trójané Aineiás, Paris, Helenos a Déifobos se vyznamenávají hrdinskými skutky. Přes všechno hrdinství se Řekové zmohou na odvážný protiútok, který dočasně zastaví postup Trójanů. Poté ale pronikají hlouběji do Achájského tábora.

### 14. zpěv (Héra klame Dia Afrodítiným pásem)
Řekové pod tíhou válečných neúspěchů zvažují ústup, ale Poseidón Řeky povzbudí k boji a ti se znovu zmohou k boji. Héra se uchýlí ke klamu, svádí Dia a jakmile Zeus usne, využije této příležitosti Poseidón, aby pomohl Řekům. Vydávají se na mocný protiútok, smetou mnoho Trójanů a podaří se je vytlačit ven z řeckého ležení na pláně. Hektor utrží zranění a před záhubou jej zachrání spolubojovníci, kteří s ním unikají po řece Skamandru.

### 15. zpěv (Pátá bitva; Zeus procitá; Boje u lodí; Hrdinské skutky Ajáka)
Zeus se probouzí ze spánku a odhalí Héřiny klamy. Rozzuřen kárá Poseidóna za jeho pomoc Řekům a nařizuje mu, aby upustil od dalších zásahů. Zeus se strachuje o osud Hektora, proto mu posílá Apollóna, který jej vyléčí a snímá z něj tíhu smutku. Trójané se vrací do boje a zasévají smrt do řeckých vojů. Přes hrdinný odpor Ajáka Trójané opět pronikají do achájského tábora. Znavené řecké sbory zahání na ústup až k lodím Hektor, který dokonce některé z nich zapaluje.

### 16. zpěv (Šestá bitva; Hrdinné skutky a smrt Patrokla)
Patroklos nedovede nadále snášet zkázu achájského tábora. Nechává si tedy od Achillea svěřit oddíly Myrmidonů, které chce vést do boje. Ten mu je ale půjčí pouze pod podmínkou, že je použije pouze k odražení útočníků, ale nevytáhne s nimi na Tróju. Patroklos se obleče do Achilleovy zbroje a vytáhne proti Trójanům zapalujícím řecké lodě. Patroklos zabíjí trójského hrdinu Sarpedóna. Poruší slib daný Achilleovi a pronásleduje nepřátele až k branám Tróje, kde na něj udeří samotný Apollón, zraní jej Trójan Euforbos a nakonec jej zabíjí Hektor.

### 17. zpěv (Sedmá bitva; Boj o Patroklovo tělo; Hrdinné skutky Meneláa)
Rozpoutává se lítý boj o mrtvého Patrokla. Achájci Menaláos a Ajax hrdinně hájí tělo svého druha. Přesto se Hektorovi podaří ukořistit Achilleovo brnění a zbraně, které na sebe Patroklos vzal. Vnuknutím Dia zahání zpátky k lodím Řeky, kterým se pod vedením Meriona a dvou Ajaků podařilo zmocnit Patrokolova těla a přinést ho do tábora.

### 18. zpěv (Zármutek nad smrtí Patrokla; Achilles dostává od Héfaista novou zbroj)
Antilochos se ujímá úkolu sdělit Achilleovi zprávu o smrti jeho druha. Achillea zachvacuje žal a přísahá, že se Hektorovi pomstí. Do zármutku upadá i jeho matka, mořská nymfa Thetis, protože ví, že pokud Achilleus zabije Hektora, bude předurčen k brzké smrti. Žádá jej, aby svou pomstu odložil o jednu noc, protože nechává u boha Héfaista, vyrobit novou zbroj. Achilles se z bolesti a hněvu vydává z řeckého ležení před hradby Tróje, vydává mocný řev, který děsí Trójany. Moudrý Polydamas radí Hektorovi, aby se opět stáhl za hradby města, ale Hektor odmítá a nocuje se svými vojsky na bitevním poli. Řekové truchlí nad Patroklem. Hefaistos dokončil helmu, zbroj a nádherně zdobený štít.

### 19. zpěv (Usmíření Achillea a Agamemnona)
Ráno Agamemnón splní svůj slib a Achilles dostane celou řadu darů a také získá zpátky Bríseovnu. Zatímco Řekové hodují před chystanou bitvou, Achilles odmítá jíst, protože se chce zcela oddat pomstě Patrokla. Poté se odívá do nové zbroje, chce se vydat do boje, i přesto, že se jeho kůň Xanthos vzpírá, protože cítí blízkou smrt svého pána.

### 20. zpěv (Souboj bohů; Achilleův návrat do boje; Hrdinské skutky Achilleovy)
Mezi bohy dojde opět ke sporům, a tak Zeus zruší svůj zákaz zasahování do boje. Každý z nich si volí svůj tábor a podporuje jeho bojovníky. Přes děs zasetý Achilleem mezi trójské oddíly, se Aineiás z vnuknutí Apollóna odhodlá napadnout Achillea, který je neporovnatelně lepším bojovníkem a Aineia poráží. Před jistou smrtí zachráni Aineia bůh moří Poseidón. Schyluje se k souboji mezi Hektorem a Achileem, ale Apollón obávající se o Hektorův život nechává hrdinu zmizet z bojiště. Achilles propadá strašlivému hněvu a pobíjí značné množství Trójanů.

### 21. zpěv (Bitva u řeky Skamandros)
Mezi trójskými zástupy Achilles způsobuje takové zděšení, že se před ním vojáci vrhají do řeky Skamandros. Ti, kteří nezahynuli řeckou zbraní, tonou uprostřed vln, které se plní mrtvými Trójany, proti čemuž se bouří říční bůh a postaví se Achilleovi tvrdě na odpor. Nakonec jej zažene na ústup Héfaistovou ohnivou smrští. Do boje se zapojí Apollón v podobě válečníka Agenora, aby odlákal Achillea od Trójanů, kteří se stáhnou za městské hradby.

### 22. zpěv (Souboj Achillea a Hektora; Smrt Hektora)
Apollón se odhalí Achilleovi, poté, co se podařilo uniknout všem Trójanům až na Hektora, který dvakrát odmítl rady Polydamase a nedal ani na naléhání svých rodičů Priama a Hekabé. Jakmile Hektor spatří Achillea, zmizí jeho odhodlání, padne na něj děs a dá se na útěk. Achilles Hektora pronásleduje třikrát kolem hradeb města. Athéna poté Hektora oklame, on se zastaví a čelí svému protivníkovi. Souboj končí rychle, Achilles probodne Hektorovi krk. Než ale zemře, připomíná Achilleovi, že jeho osud je zpečetěn. Ten se zmocňuje protivníkovy mrtvoly a zneucťuje ji. Hektorovo tělo vláčí před očima jeho ženy Andromachy a ostatních Trójanů až do řeckého tábora.

### 23. zpěv (Pohřební hry na poctu Patroklovi)
Patroklos se zjeví ve snu  Achilleovi, který se marně pokouší obejmout přízrak svého druha. Ten jej vyzývá, aby nechal Hektorovo tělo pohřbít. Všichni Achájci se oddají truchlení. Konají mnohé oběti na počest Patrokla. Nakonec zpopelní i Patroklovo tělo. Vyhlásí pohřební hry, Achilles uděluje jejich vítězům bohaté dary. Bojovníci měří svou zdatnost v jízdě vozem, pěstním zápasu, běhu a vrháním oštěpu.

### 24. zpěv (Vykoupení Hektorova těla)
Achilles nemůže usnout. Po dobu jedenácti dní vláčí Hektorovo tělo kolem mohyly svého druha Patrokla. Bohové se ale smilovávají nad pozůstalými a chrání Hektorovo tělo před úplným zohavením. Zeus žádá Thetis, aby přesvědčila svého syna k vydání mrtvoly králi Priamovi. Trójský král se za pomoci boha Herma vydává nepozorován do řeckého ležení, aby se setkal s Achileem v jeho stanu. Na setkání Priamos nabízí dary výměnou za synovo tělo. Achilles souhlasí a dá Priamovi slib, že Řekové dvanáct dní nevytáhnou do boje a Trójané mezitím vystrojí Hektorovi důstojný pohřeb.

## Význam
Význam tohoto díla je obrovský, neboť ovlivnilo řecké náboženství, mytologii a část řecké literatury. Zároveň se stalo nejstarším zachovaným dílem evropské literatury a v dějinách ovlivňovalo evropské myšlení.

## Vydání a překlady
Do češtiny epos ve zkrácené podobě přeložil Jan Nejedlý (I. zpěv jako Homerowa Iliada, 1801, 1802), v úplnosti poprvé až Jan Vlčkovský (jako Homérowa Iliada, 1842), po něm Hynek Jaroslav Mejsnar (jako Homérova Ilias, zpěvy I.–XII., 1877, zpěvy XIII.–XIV., 1881), Antonín Škoda (jako Homerova Ilias, zpěvy I.–XII., 1881, v úplnosti souborně 1886, zpěvy I.–XII. 1904, 1911, zpěvy XIII.–XIV., 1905, 1912) a Ferdinand Hoffmeister (krácený překlad jako Homerova Ilias v zkráceném vydání, zpěvy XIII.–XXIV., 1912, 1925, zpěvy I.–XII., 1916, 1925, jako Homerova Ilias a Odysseia ve výboru, I. díl 1931, 1. část II. dílu 1933 a 2. část II. dílu 1935).
Český čtenář má také k dispozici metrický, byť poměrně archaický překlad Otmara Vaňorného (jako Homérova Ilias, 1926, 1934, 1942, pak jako Ílias, 1996, 1997, 2007), dále modernější překlad Rudolfa Mertlíka (jako Ílias, 1980), který v zásadě vyšel z Vaňorného, a čtivý překlad Vladimíra Šrámka (jako Ilias, 2010, 2021), založený na současném jazyce a volném verši. Kromě toho vyšla celá řada převyprávění antického příběhu pro děti (např. jako Homérova Ílias v překladu Jana Pilaře, 1979).

### Dílo dostupné online
- HOMÉROS. Homerova Ilias. Překlad Antonín Škoda. 2. vyd. Svazek 1. díl. Praha: Česká akademie císaře Františka Josefa pro vědy, slovesnost a umění, 1911. 244 s. Dostupné online.
- HOMÉROS. Homérova Ilias. Překlad Otmar Vaňorný. 3. vyd. Praha: Jan Laichter, 1942. 683 s. Dostupné online.
- HOMÉROS. Ílias. Překlad Otmar Vaňorný. 2. vyd. Praha: Jan Laichter, 1934. 639 s. Dostupné online.